# Ligne de Châteaubriant à Rennes
La ligne de Châteaubriant à Rennes est une ligne ferroviaire française à écartement standard et à voie unique non électrifiée qui relie la gare de Châteaubriant en Loire-Atlantique à celle de Rennes en Ille-et-Vilaine.
Elle constitue la ligne 466 000 du réseau ferré national.

## Histoire
Cette ligne a été déclarée d'utilité publique par la loi du 3 avril 1878. La ligne n'étant pas encore concédée, la loi du 31 juillet 1879 autorisait le ministre des travaux publics à en entreprendre les travaux de construction.
Elle a été ouverte à l'exploitation par l'État le 28 décembre 1881. La ligne est cédée par l'État à la Compagnie des chemins de fer de l'Ouest par une convention signée entre le ministre des Travaux publics et la compagnie le 17 juillet 1883. Cette convention est approuvée par une loi le 20 novembre suivant.
La loi du 18 décembre 1908 a incorporé la ligne à l'Administration des chemins de fer de l'État à la suite du rachat par cette dernière de la Compagnie de l'Ouest le 18 novembre 1908.
Le 1er janvier 1938, la ligne est reprise par la Société nationale des chemins de fer français (SNCF) à la suite de la nationalisation, puis, en 1997  par Réseau ferré de France (RFF) et, en 2015, par SNCF Réseau.

## Caractéristiques
C'est une ligne à voie unique au profil médiocre, les déclivités atteignent 15 ‰ sur la majeure partie du parcours. Le rayon des courbes descend rarement en dessous de 500 mètres. Certaines portions de la ligne sont limitées à 40 km/h.

## Exploitation
La ligne est exploitée avec le matériel automoteur du TER Bretagne, notamment X 73500 et AGC bi-mode B 82500.
En 2024 la ligne est exploitée[réf. nécessaire] :
- 3 à 4 aller-retours quotidiens entre Châteaubriant et Rennes en semaine, 2 à 3 les week-ends, tous les trains étant omnibus.
- 2 aller-retours quotidiens complémentaires entre Retiers et Rennes en semaine
- Desserte routière complémentaire directe entre Retiers, Janzé et Rennes.